# Cobaltomenite
La cobaltomenite è un minerale appartenente al gruppo omonimo.